# Nils Trulsson
Nils Olof Trulsson, född 10 augusti 1865 i Bara socken, Skåne, död 4 februari 1941 i Stockholm, var en svensk restaurangman.
Nils Trulsson var son till lantbrukaren Christen Trulsson och Bengta Jönsson. Han praktiserade 1878–1888 inom hotell- och restauratöryrket i Malmö, Berlin, London och Paris. Han var hotelldirektör i Italien 1888–1891 och öppnade 1891 hotell Bristol i Berlin samt tre år senare Palast Hotel. Han ledde Grand Hotel i Stockholm under dess omdaning 1898–1899. 1900–1905 drev han grosshandelsrörelse i Berlin och 1905–1910 var han VD för Berliner Hotel Gesandter Kaiserhof i Berlin och hotell Atlantic i Hamburg. Trulsson var chef för Grand Hotel i Stockholm 1911–1923 och VD för Carlton hotell där 1932–1938.